# Sárgatarkójú amazon
A sárgatarkójú amazon (Amazona auropalliata) a madarak (Aves) osztályának papagájalakúak (Psittaciformes) rendjébe, ezen belül a papagájfélék (Psittacidae) családjába tartozó faj.

## Rendszertani besorolása
Ezt a papagájfajt egyes ornitológusok a sárgahomlokú amazon (Amazona ochrocephala) alfajaként tartják számon.

## Előfordulása
A sárgatarkójú amazon előfordulási területe Közép-Amerika nyugati partján van, Mexikó déli részétől egészen Észak-Costa Ricáig.
Az erdőirtások és az orvvadászat, azaz a fiókák illegális begyűjtése az állatkereskedelem számára erősen lecsökkentette a vadállományok egyedszámát. Ezt a papagájt, mint sok más rokonát, igen kedvelik a madárgyűjtők, mivel ügyesen utánozza az emberi hangokat.

## Alfajai
- Amazona auropalliata auropalliata – Dél-Mexikótól Északnyugat-Costa Ricáig
- Amazona auropalliata caribaea – Bay-szigetek, Honduras
- Amazona auropalliata parvipes – Hondura keleti részén levő Mosquito-parttól Északkelet-Nicaraguáig

## Megjelenése
A 36 centiméteres madár tollazata nagyjából zöld színű. A csőre fölött és a tarkóján, azonban sárga. A lábai és a csőre sötétszürkék. A csőr felső részének a töve, világosabb árnyalatú. Fogságban kitenyésztették egy ritka türkiz színű változatát.

## Életmódja
A vadonban az erdőszéleket, szárazabb bozótosokat és a szavannákat kedveli. Nem vándorol. Tápláléka a csonthéjas termések, magok és gyümölcsök.

## Szaporodása
A vadonban főleg faodvakban, vagy valamilyen mélyedésekben fészkel. A költési időszak alatt mindkét nem agresszíven viselkedhet, emiatt a fogságban tartott példányokkal vigyázni kell.

## Képek

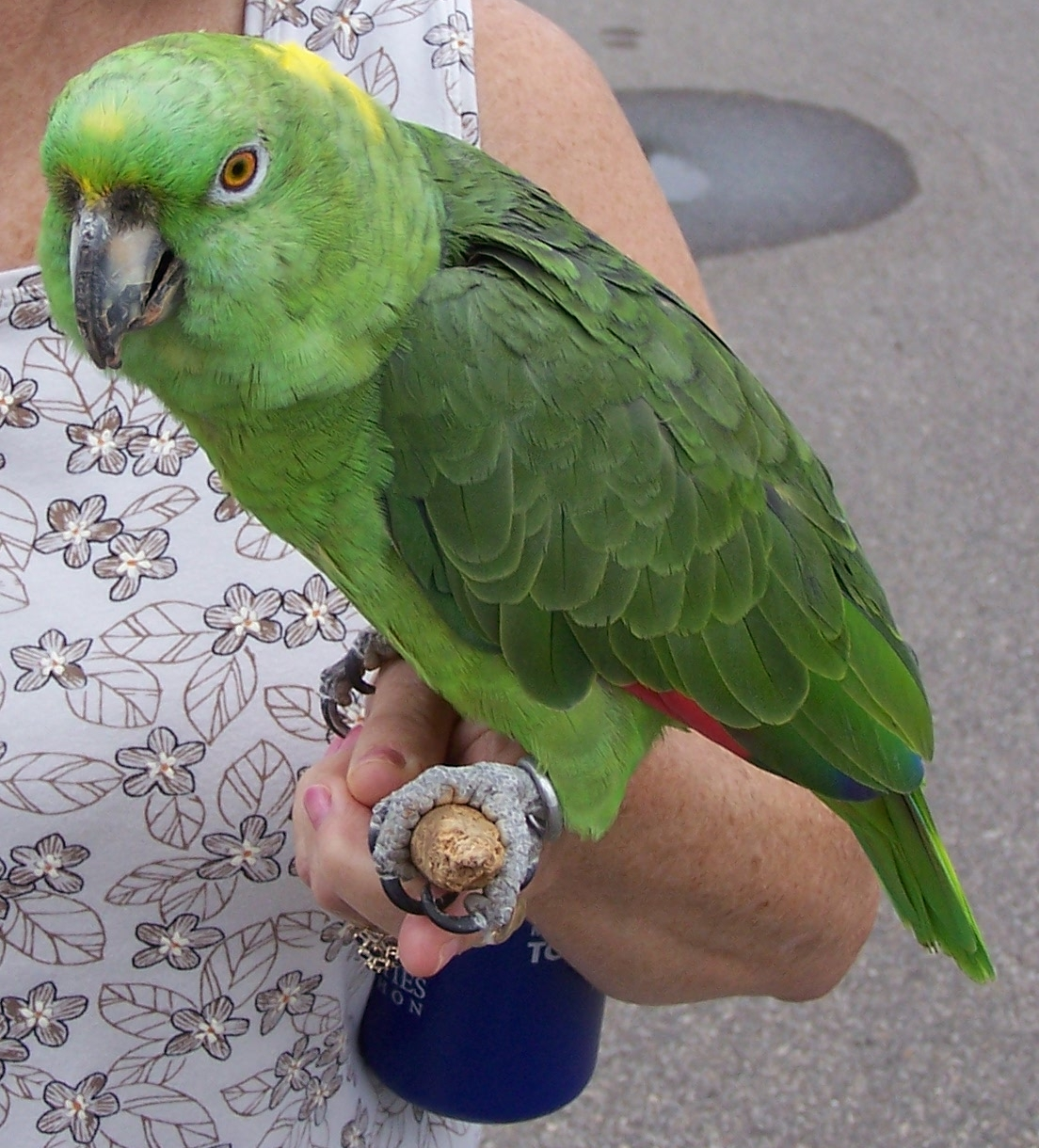
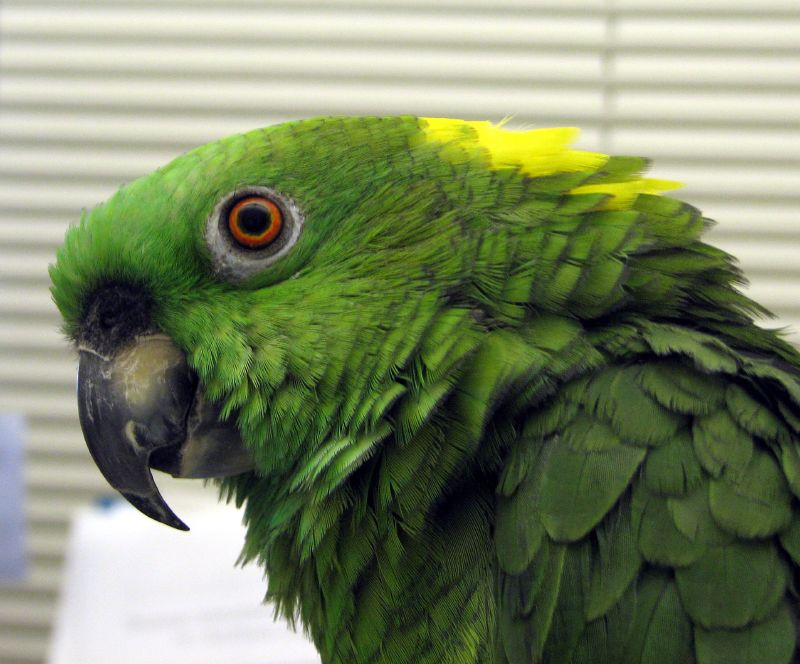
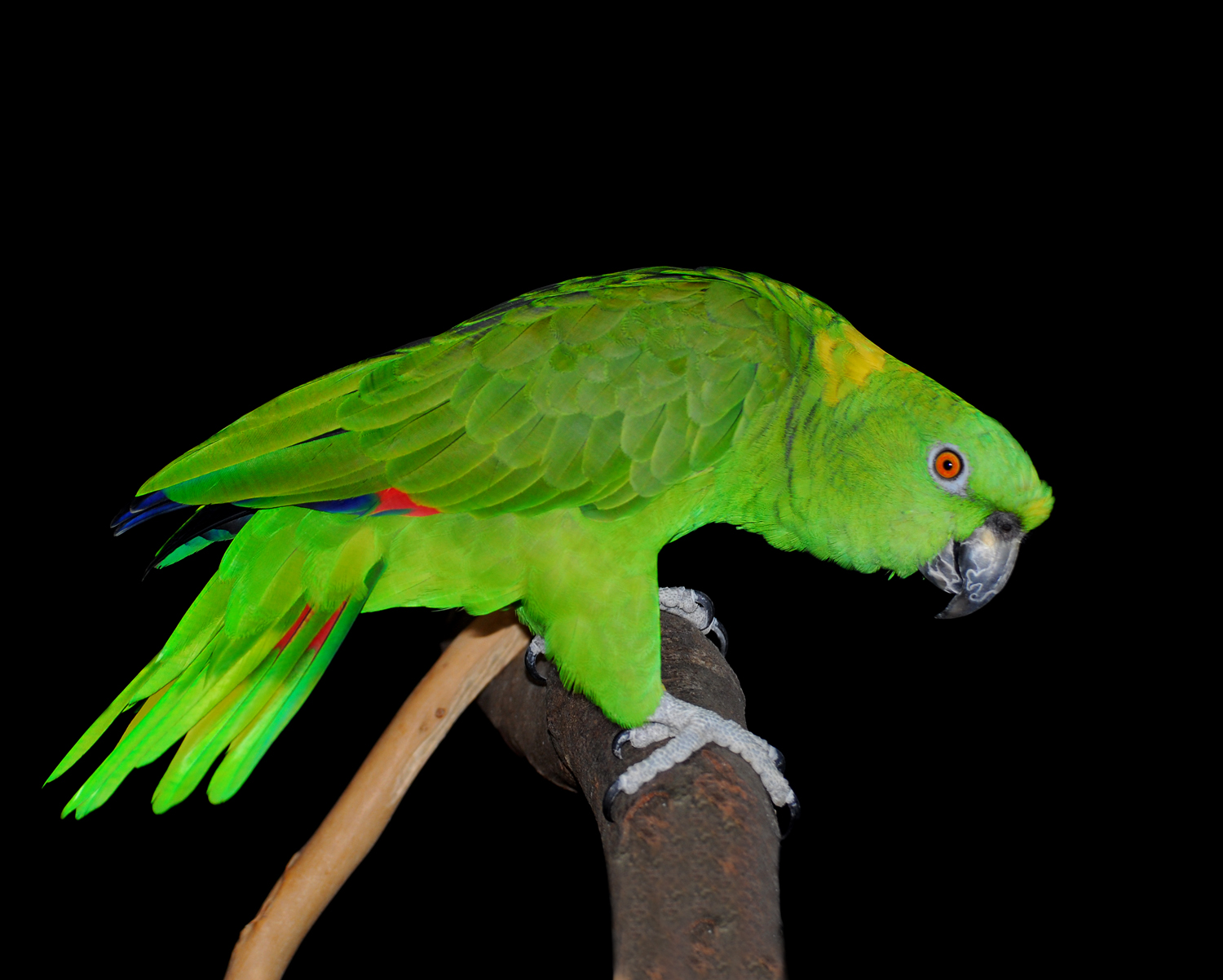
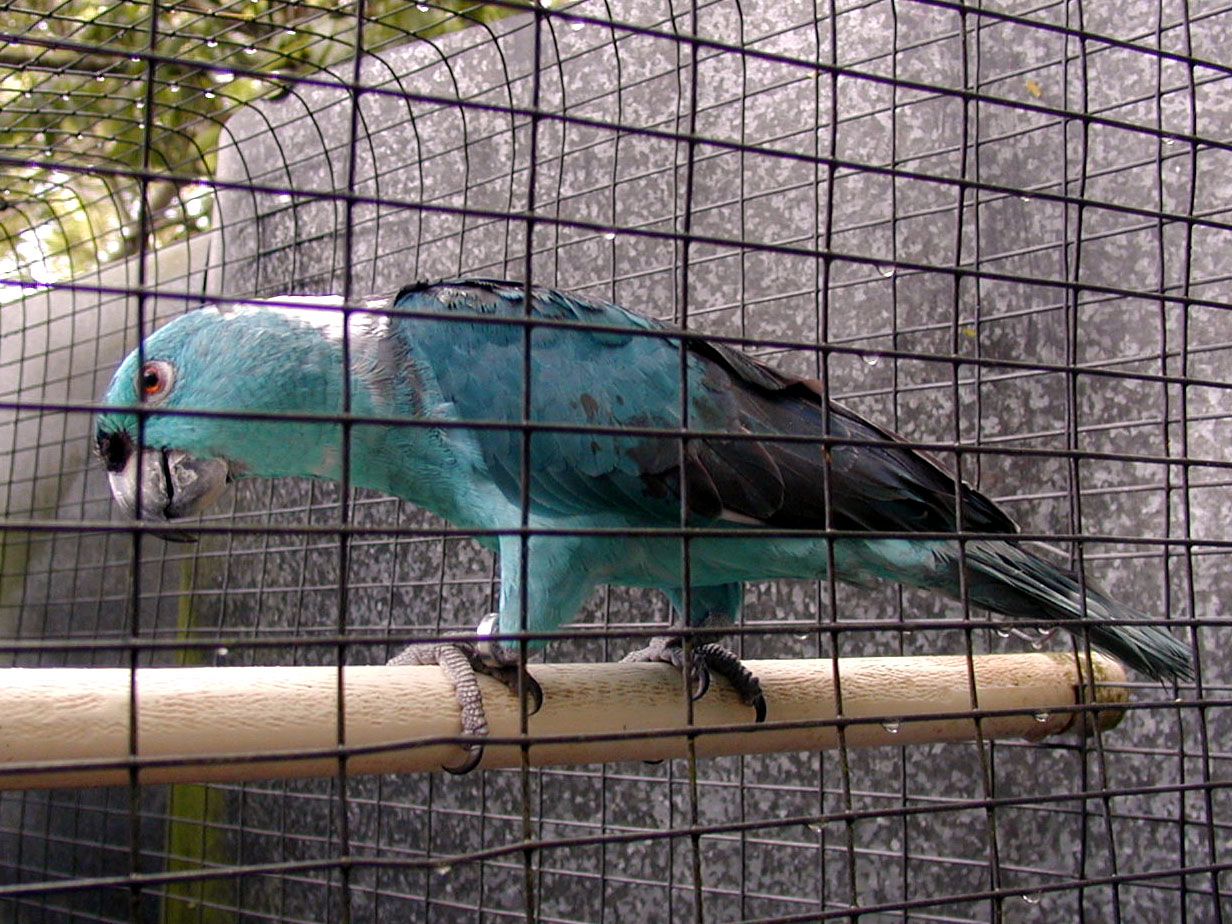
Türkiz változatban

## Fordítás
- Ez a szócikk részben vagy egészben  a   Yellow-naped amazon című angol Wikipédia-szócikk ezen változatának fordításán alapul.  Az eredeti cikk szerkesztőit annak laptörténete sorolja fel. Ez a jelzés csupán a megfogalmazás eredetét és a szerzői jogokat jelzi, nem szolgál a cikkben szereplő információk forrásmegjelöléseként.